# Uthukuli
Uthukuli is een panchayatdorp in het district Tirupur van de Indiase staat Tamil Nadu. 

## Demografie
Volgens de Indiase volkstelling van 2001 wonen er 7.929 mensen in Uthukuli, waarvan 51% mannelijk en 49% vrouwelijk is. De plaats heeft een alfabetiseringsgraad van 68%.